# Henri François Fijnje van Salverda

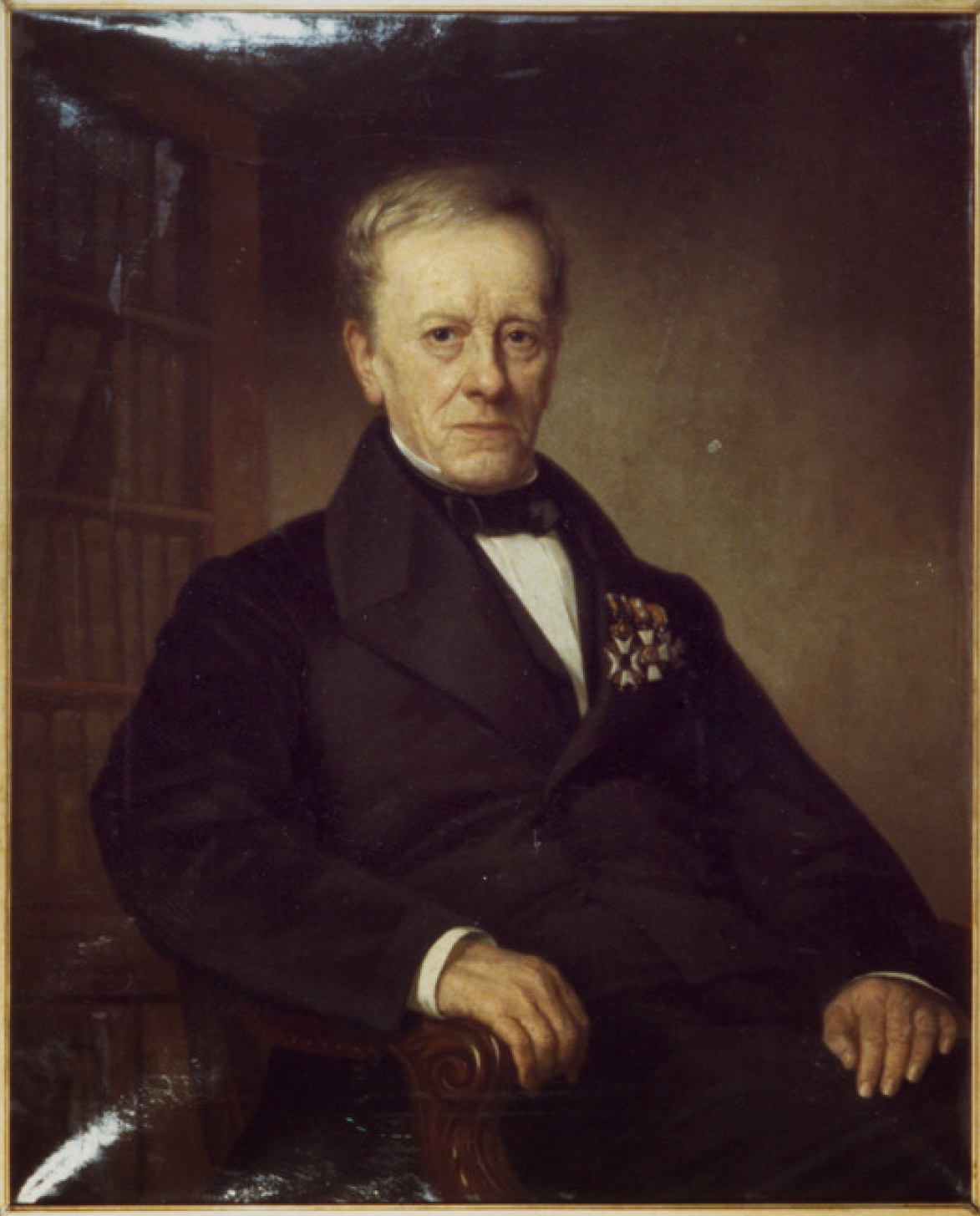
Henri François Fijnje van Salverda, schilderij van Barend Leonardus Hendriks (1871) (Collectie KIvI)

Henri François Fijnje (Amsterdam, 21 september 1796 - Nijmegen, 2 juli 1889) was een Nederlands waterstaatkundig ingenieur. Hij is een zoon van Wybo Fijnje, een patriottisch activist aan het eind van de 18e eeuw. Later voegde hij aan zijn naam Salverda toe, de naam van zijn Friese grootmoeder. Hij trouwde op 25 augustus 1820 met Jacobina Frederika Christina Zurich, die op 28 november 1822, enkele dagen na de geboorte van haar zoon (Johannes Gerardus Wybo Fijnje van Salverda) overleed.Hij hertrouwde op 11 mei 1825 met Johanna Abramina Zurich (zus van zijn eerste vrouw), met wie hij nog een dochter kreeg.

## Opleiding
Hij werd aanvankelijk opgeleid als koopman, maar besloot op raad van de wiskundige prof. Jacob de Gelder zich voor de école polytechnique te Parijs voor te bereiden; na de gebeurtenissen van 1813 zag hij van dit voornemen af, maar werd in 1814 benoemd tot cadet van den waterstaat aan de artillerie- en genieschool te Delft; hij werd aan het einde van 1816 voor aspirant-ingenieur van den waterstaat voorgedragen. Vanwege de reorganisatie van de Waterstaat van 1817 werd hij niet als zodanig benoemd. Daarom bleef hij op de school werkzaam als leraar in de wiskunde.

## Eerste werkkring
Hij werd met ingang van 1 oktober 1817 tot aspirant-ingenieur benoemd en te Groningen geplaatst; hier hield hij zich bezig met het ontwerpen van de afsluiting van het Reitdiep, van een bedijking bij de Dollard en van een schepradsluis in de Drentsche Hoofdvaart te bouwen volgens de denkbeelden van Goudriaan. Hij werd met ingang van 1 december 1819 geplaatst te Arnhem. Naast zijn administratieve taken, werd hem het toezicht op allerlei werken opgedragen, zowel bij aanleg van wegen als bij rijswerken in de hoofdrivieren. Van begin 1824 tot medio 1826 was hij arrondissements-ingenieur te Luxemburg

## Arrondissementsingenieur in Nijmegen
Vanaf 1 mei 1830 was hij Arrondissementsingenieur van de Waterstaat in Nijmegen tot 1849. Hij stelde een register van peilingen samen en ontwierp normaallijnen voor de rivier de Waal. Voor het Land van Maas en Waal ontwierp hij een stoombemaling met een bijzondere soort pomp met kleppen, “de pomp van Fijnje”. Het stoomgemaal voor de benedenste polders Wamel, Dreumel en Alphen, kwam in 1847 gereed. Ook voor de bemaling van de Bommelerwaard maakte hij in 1838 een ontwerp, dat in 1853 werd uitgevoerd. Hier werden windmolens door twee stoomgemalen met pompen van Fijnje vervangen.

## De pomp van Fijnje
De polder Dreumel is een van de betrekkelijk kleine rivierpolders tussen Maas en Waal. Zoals veel rivierpolders, loosde ook deze zijn overtollige water via sluizen bij lage rivierstand. In het voorjaar bleef het peil van de rivier echter vaak langdurig hoog en soms stond het land dan tot in de zomer onder water. Er zijn al vroeg windmolens met staande schepraderen gebouwd, in het begin van de 19e eeuw ook enkele met hellende schepraderen, maar als de rivier erg hoog stond, konden die niet veel beginnen. De polder Dreumel besloot samen met de buurpolders, Wamel en Alphen, een stoomgemaal op te stellen. Fijnje van Salverda ontwierp aanvankelijk een stoom-schepradgemaal, maar enige jaren later werd de opzet veranderd. Hij stelde nu een dubbelwerkende balansmachine voor, met een door hemzelf bedachte eveneens dubbelwerkende perspomp.
Om het nog aarzelende polderbestuur over de streep te trekken, kocht hij zelf een vrij groot stuk land in de polder, waardoor hij de risico's van de ingelanden deelde en om zo ook toegang te krijgen tot vergaderingen van het polderbestuur, zodat hij zijn plan voor een stoomgemaal kon doordrukken. Het gemaal kwam medio 1846 in bedrijf. De pomp was aanvankelijk geen succes. De grote kleppen met verticale scharnieren (“sluisdeurtjes”) veroorzaakten door hard slaan heel wat schade. Het probleem werd opgelost door ze te vervangen door hangende “brievenbus-kleppen”. De houten scheiding tussen de twee pompkamers was te zwak en werd vervangen door een gietijzeren. Het rendement bleek goed en de waarde van de grond steeg fors.In de periode 1846-1860 werden nog ettelijke rivierpoldergemalen gebouwd volgens het Dreumelse stelsel, zoals men het ging noemen.
Op zich was een dubbelwerkende perspomp niet nieuw, maar Fijnje past hem in combinatie met een stoommachine zodanig toe dat het niet nodig was het water hoger op te voeren dan strikt noodzakelijk, en dat leverde een brandstofbesparing op. Bij Bremen en aan het oostelijke stoomgemaal te Rotterdam zijn deze pompen ook toegepast.

## Hoofdingenieur in 's Hertogenbosch en Arnhem
In 1849 werd hij benoemd tot hoofdingenieur in 's Hertogenbosch. In deze periode maakte hij ontwerpen, o.a. voor een afwateringskanaal van Grave naar de Amer, voor de afgraving van veen in de Peel, voor een kanaal van Tilburg naar 's Gravenmoer en voor een afvoerkanaal van het uit België komende bevloeiingswater van Eindhoven naar Tilburg. In 1854 werd hij weer overgeplaatst naar Arnhem. Hier beschreef hij de watersnood van 1855, en zat in een aantal commissies, zoals die om den oude Rijnmond te sluiten, die voor den zuider Lingedijk, die om te onderzoeken wat de oorzaak was van de verhoogde waterstand op de Waal en Merwede. Op 1 januari 1858 werd Fijnje benoemd tot inspecteur, zijn standplaats bleef Arnhem. Ook was voorzitter van de commissie die moest adviseren over de aanleg van de Nieuwe Waterweg.

## Overige activiteiten

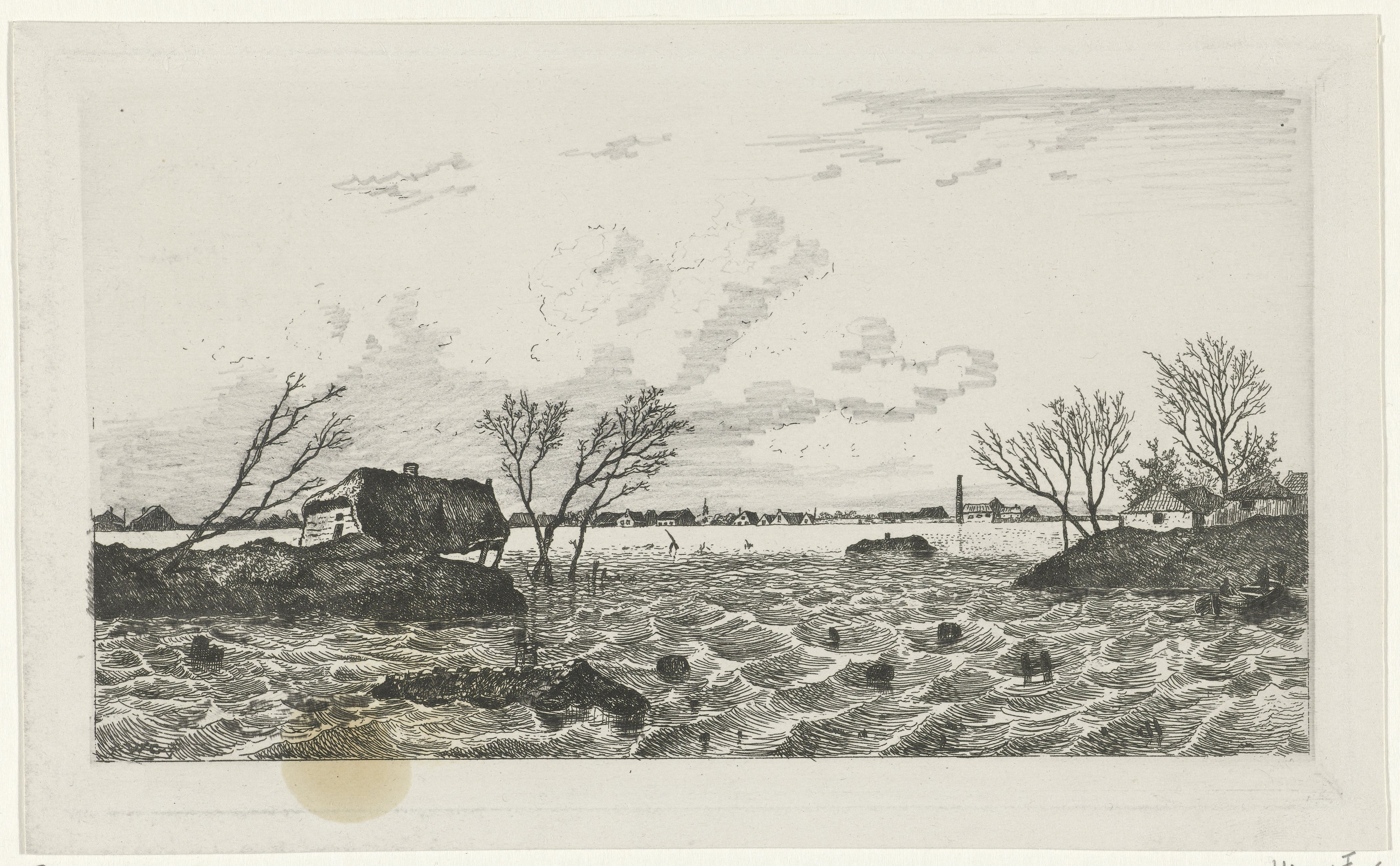
Dijkdoorbraak bij Dreumel, 1855, RP-P-OB-55.844

- Fijnje onderscheidde zich bij de watersnood van februari 1841, toen hij de dijk nabij Tiel door zijn energie van een anders wisse doorbraak redde; ook in 1855 was hij betrokken bij het dichten van doorbraak bij Dreumel.
- In 1843 werd hij door de Hollandse Maatschappij der Wetenschappen met goud bekroond wegens zijn antwoord op een prijsvraag over de beste wijze van bemaling voor het Haarlemmermeer, zie zijn verhandeling hierover bij Publicaties hieronder.
- In het arrondissement Nijmegen deed Fijnje ook zeer veel kundigheden omtrent rivieren op. Hij gaf daarvan eerst veel later blijk, doch werd reeds in 1846 door de regering van Hongarije geraadpleegd over een waterstaatszaak; zoals een advies bij de aanleg van de Donau-Tisza verbinding (het Kleine Bačkakanaal). Het advies was om dat kanaal niet te maken, omdat het niet te onderhouden zou zijn.

## Publicaties
- Over de middelen tot het opbrengen van water, die door stoomkracht worden bewogen en bij het droogmaken der Haarlemmermeer de voorkeur zouden verdienen (1847)
- Verhandeling, strekkende ter beantwoording van de prijsvraag, uitgeschreven door de Hollandsche Maatschappij der Wetenschappen te Haarlem, luidende als volgt: "Bij de aanstaande droogmaking van het Haarlemmer Meer zal, zoo niet geheel, dan toch grootendeels, de uitmaling door stoomkracht plaats hebben ... (1847) (Natuurkundige verhandelingen van de Hollandsche Maatschappij der Wetenschappen te Haarlem ; 2e verzameling, dl. 3 nr 1)
- De kwel (1848)
- Verslag over het stoomwerktuig in den polder van Wamel, Dreumel en Alphen (1849)
- Fijnje, H.F., Conrad, M.H.; Conrad, F.W. (1849). Rapport over het ontwerp van een kanaal er vereeniging van de Rivieren den Donau en de Theiss. Koninklijk Instituut van Ingenieurs, pp 37- 96.
- Kaarten bij het rapport. KivI (1853), pp. 140-143.
- Rapport, uitgebragt aan den Dijkstoel van het polderdistrict van den Boemelerwaard, boven den Meidijk (1850)
- Polderdistrict de Bommelerwaard boven den Meidijk: stoomgemaal aan het einde der Drielsche Wetering (1851) Samen met M.H. Conrad
- Polderdistrict de Bommelerwaard boven den Meidijk: rapport nopens de verbetering van de waterlossing van het district door Stoomgemaal (1851) Samen met M.H. Conrad
- Beschrijving van den watervloed in Gelderland in maart 1855 (1856) Samen met L.A.J.W. Sloet
- Vervolg op het rapport der inspecteurs van den waterstaat van den 27sten September 1861 (1864) Samen met F.W. Conrad
- Beschouwingen over den invloed van het water tot vruchtbaarmaking der landen (1877)
- Opmerkingen betreffende de verslagen van de Staats-commissie omtrent de verbetering van den waterweg van Rotterdam naar zee (1881)
- Beschouwingen over de memorie van antwoord der regering op het voorlopig verslag der kamer ten aanzien van den Rotterdamschen Waterweg van 21 September 1882 (1882)
- Nadere beschouwingen over den Rotterdamschen Waterweg, naar aanleiding van het antwoord van den heer P. Caland, hoofd-inspecteur van den Waterstaat (1882)
- Beschouwing over het normaliseer en der rivieren in het belang van de scheepvaart (1884)